# Soutěž Superkrás
Soutěž Superkrás je mezinárodní kulturní festival zájmových souborů a sestavených národních družstev Superkrás prostřednictvím kterých každá země představuje svoji historii, dochované památky, tradice a další jiné zajímavosti cestovního ruchu.
Dívky reprezentují a hlavně propagují region, ze kterého pocházejí, respektive svoji zemi.

## Historie
Soutěž vznikla v roce 2005 jako soutěž Miss Praděd. Jednalo se o prezentaci nejcennějších historických a přírodních památek Hrubého Jeseníku. V roce 2007 se soutěž přejmenovala na Soutěž Superkrás, protože se k soutěži připojily i ostatní státy Visegrádské čtyřky – Polsko, Slovensko a Maďarsko. Vznikla tak mezinárodní soutěž.

## Vítězky
| rok  | ročník | Miss Praděd     |
| ---- | ------ | --------------- |
| 2005 | 1.     | Lenka Olbertová |
| 2006 | 2.     |                 |

| rok  | ročník | Miss Soutěže Superkrás | I. vicemiss Soutěže Superkrás | II. vicemiss Soutěže Superkrás | Miss Sympatie        | Miss Deník        | Miss M&M Reality |
| ---- | ------ | ---------------------- | ----------------------------- | ------------------------------ | -------------------- | ----------------- | ---------------- |
| 2007 | 3.     | Monika Vaculíková      | Dominika Hužvárová            | Dalma Jagadics                 | Miroslava Páleníková | Monika Vaculíková | Lucia Ziková     |

| rok  | ročník | Česká Miss Soutěže Superkrás | Slovenská Miss Soutěže Superkrás | Polská Miss Soutěže Superkrás | Maďarská Miss Soutěže Superkrás | Miss Sympatie | Poznámky                    |
| ---- | ------ | ---------------------------- | -------------------------------- | ----------------------------- | ------------------------------- | ------------- | --------------------------- |
| 2008 | 4.     | Veronika Kozielová           | Veronika Klobučníková            | Izabela Kapiasová             | Noemi Capová                    | Noemi Capová  | finalistka Ivana Oklešťková |
| 2011 | 7.     |                              |                                  |                               |                                 |               | finalistka Michaela Dihlová |